# Energetický zákon
Energetický zákon, plným názvem zákon č. 458/2000 Sb., o podmínkách podnikání a o výkonu státní správy v energetických odvětvích a o změně některých zákonů (energetický zákon), je základním právním předpisem, který upravuje energetické odvětví v České republice. Zákon nabyl účinnosti dne 1. ledna 2001 a nahradil původní zákon č. 222/1994 Sb., o podmínkách podnikání a o výkonu státní správy v energetických odvětvích a o Státní energetické inspekci. Do tohoto zákona jsou implementovány jednotlivé právní předpisy Evropské unie, které se dotýkají energetických odvětví. V minulosti to byly například energetické liberalizační balíčky.
Novelizací z roku 2016 dává energetický zákon odběratelům možnost odstoupit od smlouvy s dodavatelem energií uzavřené mimo prostory obvyklé k podnikání nebo na dálku až 15 dní po zahájení 1. dodávky energií.

## Předmět úpravy
Jedná se o obecný zákon upravující základní podmínky podnikání a výkon státní správy v energetických odvětvích, mezi které je dle zákona řazena elektroenergetika, plynárenství a teplárenství. Zákon je možné rozdělit na dvě hlavní části a to na část obecnou a na část zvláštní. 

### Obecná část
Hlavní bodem obecné části úpravy je úprava podnikání v energetických odvětvích. Zákon definuje a vyjmenovává, co je podnikáním v energetických odvětvích, a že pro podnikání je nutná licence podle energetického zákona. Mimo to je v obecné části zakotvena působnost Energetického regulačního úřadu a Operátora trhu (v ČR společnost OTE a.s.).  

### Zvláštní část
Zvláštní část se věnuje jednotlivým odvětvím energetiky. Základním účelem každé z částí je určit účastníky trhu v daném odvětví a přiřadit jim jednotlivá práva a povinnosti. Dále jsou zde upravena jednotlivá specifika odvětví, jako jsou elektrická přípojka, plynovodní nebo tepelná. Zvlášť jsou také upraveny smlouvy v daných odvětvích a případná ochranná pásma pro jednotlivá energetická zařízení.

#### Elektroenergetika
Základními účastníky trhu s elektřinou jsou dle energetického zákona tyto subjekty:
- výrobci elektřiny,
- provozovatel přenosové soustavy,
- provozovatelé distribučních soustav,
- operátor trhu,
- obchodníci s elektřinou,
- zákazníci.

#### Plynárenství
Účastníci trhu s plynem jsou obdobní, jako v sekci elektroenergetika. Navíc přibývá provozovatel zásobníku plynu. Účastníci jsou taxativně vyjmenování tito:
- výrobci plynu,
- provozovatel přepravní soustavy,
- provozovatelé distribučních soustav,
- provozovatelé zásobníků plynu,
- obchodníci s plynem,
- zákazníci,
- operátor trhu.

#### Teplárenství
Sekce plynárenství, na rozdíl od předešlých dvou oblastí, nejmenuje přesný seznam účastníků trhu s teplem. Přesto se jednotliví účastníci z textu zákona dají vysledovat. Zákon jmenuje zejména tyto účastníky:
- držitel licence na výrobu tepla,
- držitel licence na rozvod tepla,
- odběratel tepla.